# Мечеть Февзие
Мечеть Февзие (тур. Fevziye Camii) — историческая мечеть, расположенная в центре города Измит провинции Коджаэли (Турция).